# Gerald Brenan
Gerald Brenan, pseudônimo de Edward Fitgerald Brenan (Sliema, Malta, 7 de abril de 1894 — Alhaurín el Grande, 19 de janeiro de 1987) foi um escritor britânico radicado na Espanha.

## Biografia
Gerald Brenan nasceu em Malta, filho de um militar de carreira inglês. Estudou numa escola para filhos de oficiais onde se fazia instrução militar. Combateu na I Guerra Mundial e graduou-se em capitão aos 25 anos, depois de ter passado 2 anos e meio nas trincheiras. Na Guerra perdeu todos os amigos menos um: Ralph Partridge, que seria o seu elo de ligação com o grupo de Bloomsbury e a quem dedicaria South from Granada.
Brenan foi para Espanha porque "queria fugir da vida característica da classe média inglesa dos anos vinte: a Inglaterra que conheci estava petrificada por sentimentos de classe e convencionalismos rígidos". Queria respirar ares mais puros e, com a sua modesta reforma, viver o maior tempo possível dedicado exclusivamente a estudar, já que a guerra o impediu de ir à Universidade. Viveu em Yegen, uma pequena aldeia de Alpujara. Repousa no Cemitério Inglês, em Málaga.

## Obras
- Jack Robinson, a picaresque novel (1933);
- Doctor Partridge's Almanack for 1935, with an account of his Ressurection from the grave after lying dead in it for two centuries (1934);
- The spanish labyrinth: an account of the social and political background of the civil war (1950);
- The literature of the Spanish People from Roman times to the present day (1958);
- The face of Spain (1950);
- A holiday by the sea (1950);
- A life One's own. Childhood and Youth (1962);
- South from Granada (1963);
- The lighthouse always says yes (1966);
- Saint John of the Cross, his life and poetry: With a translation of the poetry by Lynda Nicholson (1973)